# 마이크로소프트 태블릿 PC

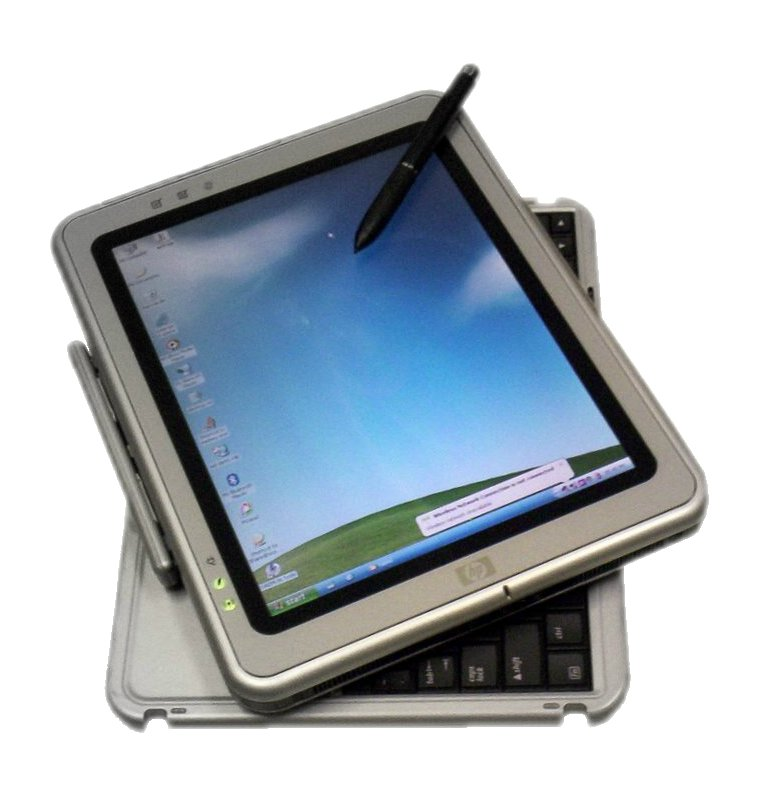
회전/분리형 자판이 있는 HP 컴팩 태블릿 PC

마이크로소프트 태블릿 PC(Microsoft Tablet PC)는 마이크로소프트가 고안한 하드웨어 사양을 따르고 펜을 지원하는 개인용 컴퓨터를 위해 2001년에 발표되었으며, 윈도우 XP 태블릿 PC 에디션 운영체제 또는 그 파생 라이선스를 실행하는 태블릿 컴퓨터를 위해 마이크로소프트가 만든 용어이다.
그 이후로 수백 대의 태블릿 개인용 컴퓨터가 시장에 출시되었다.

## 역사
2003년, 원천 장비 제조업체들은 마이크로소프트 태블릿 PC 사양에 맞춰 설계된 최초의 태블릿 개인용 컴퓨터를 출시했다. 이 세대의 마이크로소프트 태블릿 PC는 윈도우 XP의 태블릿 PC 버전인 윈도우 XP 태블릿 PC 에디션을 실행하도록 설계되었다. 이 버전의 마이크로소프트 윈도우는 마이크로소프트의 이전 펜 컴퓨팅 운영 환경인 윈도우즈 포 펜 컴퓨팅 2.0을 대체했다. 윈도우 XP 태블릿 PC 에디션을 출시한 후, 마이크로소프트는 윈도우 비스타와 윈도우 7 등 후속 데스크톱 컴퓨터 버전의 윈도우가 펜 컴퓨팅을 본질적으로 지원하도록 설계했다. 2001년에 출시된 윈도우 XP 태블릿 PC는 128MB의 RAM과 600MHz 프로세서를 탑재했으며, 저장 용량은 10GB였다.
Windows for Pen Computing에 이어 마이크로소프트는 마이크로소프트 태블릿 PC라는 이름으로 윈도우를 실행하는 태블릿을 개발해 왔다. 2001년 마이크로소프트의 정의에 따르면, "마이크로소프트 태블릿 PC"는 펜 기반의 완전한 기능의 X86 PC로, 필기와 음성 인식 기능을 갖추고 있다. 태블릿 PC는 일반 랩톱과 동일한 하드웨어를 사용하지만 펜 입력을 지원한다. 펜 입력을 위한 특수 지원을 위해 마이크로소프트는 윈도우 XP 태블릿 PC 에디션을 출시했다. 현재는 태블릿 전용 윈도우 버전은 없지만, 대신 윈도우 비스타와 윈도우 7의 홈 및 비즈니스 버전에 지원 기능이 내장되어 있다. 윈도우를 실행하는 태블릿은 터치스크린을 마우스 입력, 필기 인식 및 제스처 지원에 사용할 수 있는 추가 기능을 얻는다. 태블릿 PC 이후, 마이크로소프트는 2006년에 UMPC 이니셔티브를 발표하여 윈도우 태블릿을 더 작고 터치 중심적인 구성으로 만들었다. 이는 2010년에 윈도우 7을 실행하는 태블릿을 홍보하기 위해 슬레이트 PC로 다시 출시되었다. 슬레이트 PC는 넷북의 성공으로 파생된 모바일 하드웨어 발전의 혜택을 받을 것으로 예상된다.
많은 태블릿 제조업체들이 더 가벼운 운영체제를 사용하는 ARM 아키텍처로 이동하고 있으며, 마이크로소프트는 2012년에 서피스와 윈도우 RT로 이에 동참했다. 마이크로소프트는 ARM 지원을 위한 윈도우 RT를 가지고 있지만, 윈도우 폰 8을 통해 스마트폰 산업을 목표 시장으로 유지해 왔다. 그러나 일부 제조업체는 여전히 사용자 지정 셸을 실행하는 윈도우 CE 기반 태블릿의 프로토타입을 선보였다.
최근 윈도우 기반 태블릿 컴퓨터의 발전은 마이크로소프트의 서피스 라인을 특징으로 하며, 이는 윈도우 RT 운영체제, 그리고 나중에는 윈도우 8.1 및 윈도우 10의 x86 및 ARM 버전을 실행했다.

## 구성

### 북릿
북릿 PC는 책처럼 접히는 듀얼 스크린 태블릿 컴퓨터이다. 일반적인 북릿 PC는 멀티터치 스크린과 펜 필기 인식 기능을 갖추고 있다. 이들은 디지털 다이어리, 인터넷 서핑 장치, 프로젝트 플래너, 음악 플레이어, 비디오, 라이브 TV 및 전자책 읽기용 디스플레이로 사용하도록 설계되었다.

### 슬레이트
슬레이트와 유사하게 생긴 슬레이트 컴퓨터는 전용 자판이 없는 태블릿 컴퓨터이다. 텍스트 입력을 위해 사용자는 능동 디지타이저를 통한 필기 인식, 손가락이나 스타일러스를 사용하여 화면 자판을 터치하거나, 일반적으로 무선 통신 또는 USB 연결을 통해 부착할 수 있는 외부 자판을 사용한다.
태블릿 PC는 일반적으로 작은 (8.4–14.1 in or 21–36 cm) LCD 화면을 통합하며 의료, 교육, 숙박 및 현장 작업과 같은 수직 시장에서 인기를 끌었다. 현장 작업용 응용 프로그램은 열, 습기 및 낙하/진동 손상에 강하여 긴 수명을 보장하는 견고한 사양의 태블릿 PC를 필요로 하는 경우가 많다. 이동성 및 견고성에 대한 이러한 추가적인 강조는 종종 취약성을 높일 수 있는 움직이는 부품을 제거하는 것으로 이어진다.

### 컨버터블

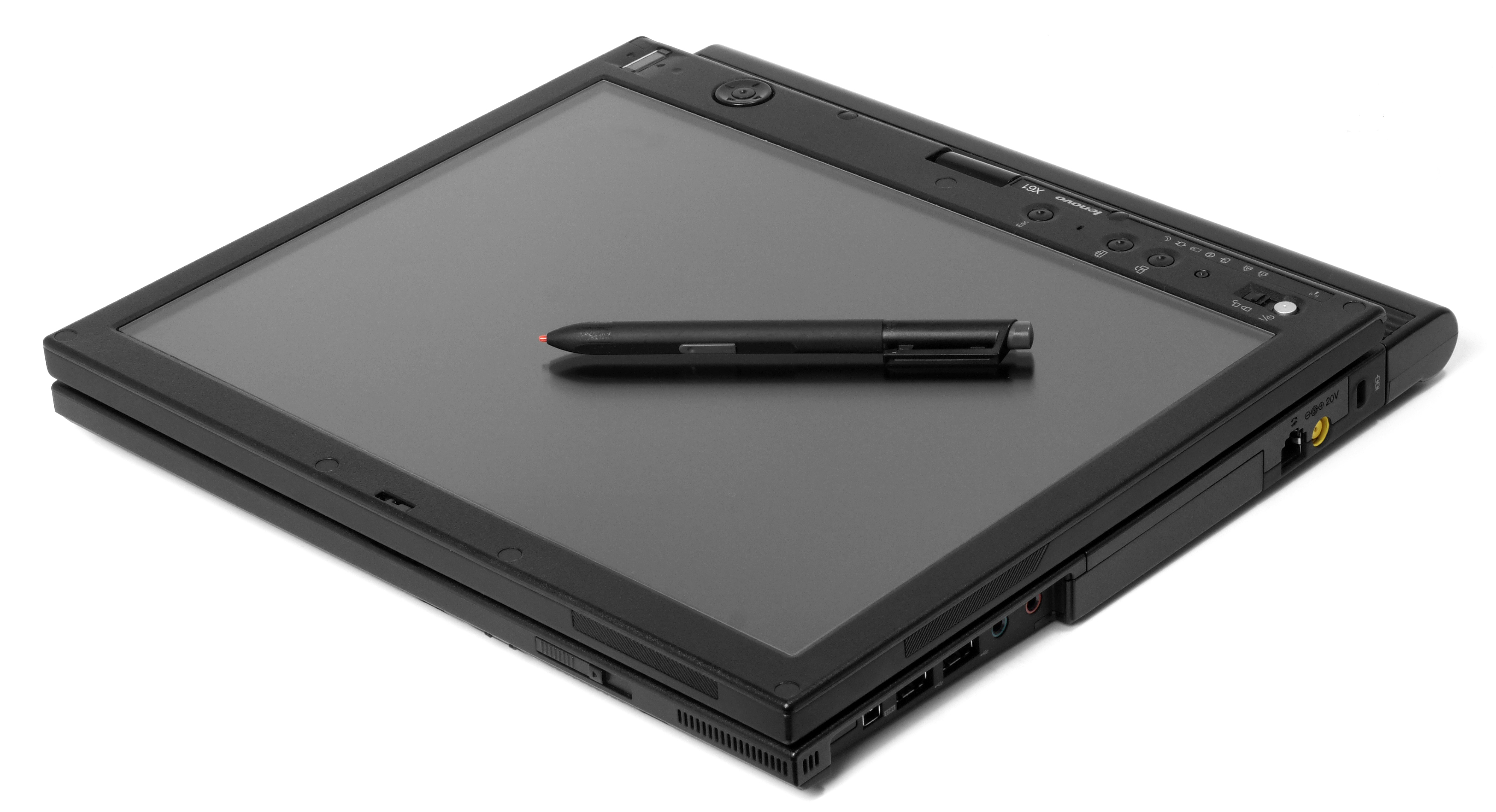
레노버 씽크패드 X61 태블릿의 슬레이트 모드

넷버터블이라고도 알려진 컨버터블 노트북은 자판이 부착된 기본 본체를 가지고 있다. 이들은 현대 노트북과 더 유사하며, 일반적으로 슬레이트보다 무겁고 크다.
일반적으로 컨버터블의 기본 본체는 스위블 힌지 또는 회전 힌지라고 불리는 한 개의 조인트로 디스플레이에 부착된다. 이 조인트를 통해 화면이 180° 회전하여 자판 위로 접혀 평평한 필기 표면을 제공할 수 있다. 이 디자인은 가장 일반적이지만, 노트북에 물리적인 약점을 만든다.
일부 제조업체들은 이러한 약점을 극복하려고 노력했다. 예를 들어, 파나소닉 터프북 CF-19는 더 견고한 컨버터블 노트북으로 광고된다. 에이서의 한 모델(TravelMate C210)은 슬레이트와 같은 위치에서 화면이 위로 미끄러져 랩톱 모드를 제공하도록 고정되는 슬라이딩 디자인을 가지고 있다.
컨버터블은 태블릿 PC의 가장 인기 있는 구성이며, 터치스크린 디스플레이를 주 입력 방식으로 사용하지 않는 사용자들을 위해 기존 노트북의 자판과 포인팅 장치(일반적으로 터치패드)를 여전히 제공하기 때문이다.

### 하이브리드
하이브리드는 HP/컴팩 TC1000 및 TC1100 시리즈 사용자들에 의해 만들어진 용어로, 분리형 자판을 사용하여 슬레이트와 컨버터블의 기능을 공유하며, 부착 시 컨버터블과 유사하게 작동한다. 하이브리드는 분리형 자판이 있는 순수 슬레이트 모델과 같지 않다. 순수 슬레이트 모델용 분리형 자판은 태블릿이 컨버터블처럼 그 위에 놓이도록 회전하지 않는다.
하이브리드의 예로는 마이크로소프트 서피스 (10.6 또는 12) 또는 후지쯔 스타일리스틱 (인텔-i5-vPro 프로세서가 탑재된 11.6)이 있다.

## 시스템 소프트웨어
윈도우 7의 터치 기능은 마이크로소프트 픽셀센스 기술(이전 마이크로소프트 서피스)과 유사하다. 이는 현재 대부분의 터치 컴퓨터에서 작동하는 제스처 및 터치 중심 UI 향상 기능이다. 윈도우는 윈도우 XP 태블릿 PC 에디션을 포함한 태블릿 기술의 역사를 가지고 있다. 태블릿 PC 에디션은 윈도우 XP Professional의 상위 집합으로, 대체 텍스트 입력(태블릿 PC 입력 패널) 및 태블릿 PC 특정 하드웨어 지원을 위한 기본 드라이버를 포함한 태블릿 기능이 다르다. 태블릿 PC 에디션을 설치하기 위한 요구 사항은 태블릿 디지타이저 또는 터치스크린 장치, 그리고 Control-Alt-Delete 단축키 버튼, 스크롤 버튼, 그리고 최소 하나의 사용자 구성 가능한 애플리케이션 버튼을 포함한 하드웨어 제어 버튼이다.
윈도우 XP 서비스 팩 2에는 태블릿 PC 에디션 2005가 포함되어 있으며 무료 업그레이드이다. 이 버전은 향상된 필기 인식을 제공하고 입력 패널을 개선하여 거의 모든 애플리케이션에서 사용할 수 있게 했다. 입력 패널은 또한 음성 인식 서비스(입력 및 수정)를 다른 애플리케이션으로 확장하도록 수정되었다.
윈도우 비스타의 성공으로 태블릿 PC 기능은 더 이상 별도의 에디션을 필요로 하지 않게 되었다. 태블릿 PC 지원은 홈 베이직 및 스타터 에디션을 제외한 모든 윈도우 비스타 에디션에 내장되어 있다. 이는 입력 장치가 외부 디지타이저, 터치스크린 또는 일반 마우스인 경우에도 비스타를 실행하는 모든 컴퓨터에 필기 인식, 잉크 수집, 및 추가 입력 방법을 확장한다. 비스타는 또한 멀티터치 기능과 제스처를 지원하며(원래 마이크로소프트 픽셀센스 버전의 비스타용으로 개발됨), 이제 멀티터치 태블릿 출시와 함께 대중이 사용할 수 있게 되었다. 윈도우 비스타는 또한 필기 인식 개인 설정 도구와 자동 필기 학습 도구의 도입으로 필기 인식 기능을 크게 개선했다.
태블릿 기능은 스타터 에디션을 제외한 모든 윈도우 7 에디션에서 사용할 수 있다. 이 기능은 손글씨 수학 표현과 수식을 인식하고 다른 프로그램과 통합되는 새로운 수학 입력 패널을 도입한다. 윈도우 7은 또한 동아시아 필기 체계를 포함한 더 많은 언어를 지원하고 더 빠르고 정확해짐으로써 펜 입력과 필기 인식을 크게 개선했다. 개인화된 사용자 정의 사전은 전문 용어(예: 의학 및 기술 용어)의 인식을 돕고, 텍스트 예측은 입력 프로세스를 가속화하여 필기를 더 빠르게 만든다. 멀티터치 기술도 일부 태블릿 PC에서 사용할 수 있어, 마우스를 사용하는 것과 같은 방식으로 손가락으로 터치 제스처를 사용하여 고급 상호 작용을 가능하게 한다. 이러한 발전에도 불구하고, 예를 들어 터치스크린 드라이버가 터치 입력 장치가 아닌 PS/2 마우스 입력으로 인식되는 경우와 같이 OS의 태블릿 기능에 문제가 발생할 수 있다. 이러한 경우 태블릿 기능을 사용할 수 없거나 기능이 심각하게 제한될 수 있다.

## 윈도우 애플리케이션
태블릿 PC용으로 개발된 애플리케이션은 플랫폼에서 사용할 수 있는 구성과 기능을 충족시킨다. 많은 형태의 애플리케이션은 펜 친화적인 사용자 인터페이스 및 문서나 인터페이스에 직접 손으로 필기할 수 있는 기능을 통합한다.
포함된 애플리케이션에 대한 간략한 설명은 다음과 같다:
익스피리언스 팩
- 잉크 데스크톱: 백그라운드에서 실행되도록 설계된 액티브 데스크톱 제어로, 사용자가 데스크톱에 직접 글을 쓸 수 있게 한다.
- 스니핑 도구: 태블릿 펜을 사용하여 화면의 일부를 선택하고 주석을 달아 파일로 저장하거나 이메일로 보낼 수 있는 화면 캡처 애플리케이션.
- 잉크 아트: Ambient Design이 원래 ArtRage로 개발하여 마이크로소프트에 라이선스를 부여하여 태블릿 PC 사용자에게 출시한 그림 그리기 애플리케이션.
- 잉크 크로스워드: 태블릿 PC에서 종이 십자말 풀이와 같은 경험을 반영하도록 개발된 십자말 풀이 애플리케이션.
- 미디어 전송: 동일한 네트워크 내의 컴퓨터에서 음악, 사진, 비디오를 다운로드하도록 설계된 동기화 유틸리티.

교육 팩
- 잉크 플래시 카드: 플래시카드 방식을 사용하여 암기를 돕도록 설계된 애플리케이션으로, 사용자가 자신의 플래시 카드를 직접 손으로 쓰고 슬라이드 쇼로 다시 표시할 수 있게 한다.
- 방정식 작성기: 손글씨 수학 방정식을 컴퓨터 생성 이미지로 변환하여 다른 문서에 붙여넣는 데 특화된 인식 도구.
- 고바인더 라이트: Agilix Labs가 개발한 조직 및 필기 애플리케이션.
- 헥식 디럭스: 태블릿에서 더 쉽게 사용할 수 있도록 태블릿 PC 특정 제스처가 활성화된 게임.

터치 팩
윈도우 7용 터치 팩은 멀티터치 입력에 최적화된 게임 및 프로그램의 무료 패키지이다.
- 마이크로소프트 블랙보드
- 마이크로소프트 가든 폰드
- 마이크로소프트 리바운드
- 마이크로소프트 서피스 글로브
- 마이크로소프트 서피스 콜라주
- 마이크로소프트 서피스 라군

응용 소프트웨어
- 윈도우 저널
- 마이크로소프트 원노트
- 아인슈타인 기술 아웃룩용 태블릿 향상 기능
- FutureWave Software에서 발행한 FutureWave Smartsketch 드로잉 프로그램
- GO Corporation
- Agilix GoBinder
- Mobilis – Protectis Range
- 에버노트
- 잉크사인: 프로토타입 태블릿 GUI/인터페이스 – 마이크로소프트 연구소
- Xournal – 리눅스 필기 애플리케이션
- OnSite Companion 건설 소프트웨어 for 태블릿 PC
- Stardraw Control – 룸 오토메이션, 홈 시어터 제어 시스템

## 마이크로소프트 태블릿 PC 대 기존 노트북
태블릿 PC의 장단점은 매우 주관적인 척도이다. 어떤 사용자에게 매력적인 점이 다른 사용자에게는 실망스러운 점이 될 수도 있다. 다음은 태블릿 PC 플랫폼에 대해 흔히 인용되는 의견이다.

### 장점
- 침대에 눕거나, 서 있거나, 한 손으로 다루는 등 컴퓨터 자판과 컴퓨터 마우스에 적합하지 않은 환경에서 사용 가능하다.
- 더 가볍고 저전력 모델은 아마존 킨들과 같은 전용 독서 장치와 유사하게 기능할 수 있다.
- 특정 상황, 예를 들어 이미지 조작이나 마우스 중심의 게임에서는 터치 환경이 기존의 자판 및 마우스 또는 터치패드 사용보다 내비게이션을 더 쉽게 만든다.
- 디지털 회화 및 이미지 편집은 마우스로 그림을 그리거나 스케치하는 것보다 향상되고 더 현실적이다.
- 다이어그램, 수학 표기법, 기호를 더 쉽거나 빠르게 입력할 수 있는 기능.
- 적절한 소프트웨어를 통해 다양한 자판 배열에 관계없이 범용 입력을 허용한다.
- 일부 사용자는 화면의 포인터에 직접 연결되지 않은 손가락, 마우스 또는 터치패드보다 스타일러스를 사용하여 개체를 클릭하는 것이 더 자연스럽고 재미있다고 생각한다.
- 모든 미디어에서 오락용으로 사용.

### 단점
- 높은 비용 – 컨버터블 태블릿 PC는 태블릿이 아닌 랩톱보다 훨씬 비쌀 수 있지만, 이러한 프리미엄은 감소할 것으로 예상되었다.[13]
- 입력 속도 – 손글씨는 타자 속도(분당 50~150단어에 달할 수 있음)보다 현저히 느릴 수 있다. 그러나 Slideit, Swype 및 기타 기술은 대체적이고 더 빠른 입력 방식을 제공할 수 있다.
- 화면 및 힌지 손상 위험 – 태블릿 PC는 일반 랩톱보다 더 많이 다루어지지만, 유사한 프레임으로 제작된다. 또한 화면이 입력 장치 역할을 하므로 충격 및 오용으로 인한 화면 손상 위험이 더 높다. 컨버터블 태블릿 PC의 화면 힌지는 일반 노트북 화면과 달리 두 축을 중심으로 회전할 수 있어 기계적 및 전기적(디지타이저 및 비디오 케이블, 내장 Wi-Fi 안테나 등) 고장 지점의 수가 증가한다.
- 인체 공학 – 태블릿 PC는 화면이 슬레이트 모드로 접혀 있을 때 손목 받침대를 위한 공간을 제공하지 않는다. 또한 사용자는 글을 쓰는 동안 지속적으로 팔을 움직여야 한다.
- 약한 비디오 기능 – 대부분의 태블릿 PC는 별도의 그래픽 카드 대신 내장 그래픽 프로세서를 탑재하고 있다. 2010년 7월 기준으로 별도의 그래픽 카드를 탑재한 태블릿 PC는 HP 터치스마트 tm2t와 ATI Mobility Radeon HD5450 및 X1400 시리즈를 탑재한 Gateway M285-E뿐이었다.

## 특징
일반 랩톱에서 볼 수 있는 수많은 기능 외에도 태블릿 PC는 다음을 가질 수 있다.
- 정전식 접촉 기술: 시스템이 입력을 인식하기 위해 상당한 압력이 필요 없이 화면의 손가락을 감지할 수 있다.[14]
- 손바닥 인식: 의도하지 않은 손바닥이나 다른 접촉이 펜 입력을 방해하는 것을 방지한다.[14]
- 멀티터치 기능: 여러 동시 손가락 터치를 인식하여 화면 개체의 조작을 향상시킨다.[15]

## 같이 보기
유사 기기
- 전자책 리더
  - 전자책 리더 비교
- 태블릿 컴퓨터
  - 태블릿 컴퓨터의 역사
  - 태블릿 컴퓨터 비교
  - 마이크로소프트 서피스

관련 부품
- 블루투스
- 고속 패킷 접속 (HSPA)
- 솔리드 스테이트 드라이브 (SSD)